# Mecistocephalus pilosus
Mecistocephalus pilosus är en mångfotingart som beskrevs av Charles Thorold Wood 1862. Mecistocephalus pilosus ingår i släktet Mecistocephalus och familjen storhuvudjordkrypare. Inga underarter finns listade i Catalogue of Life.